# بانک پاشا
بانک پاشا (انگلیسی: PASHA Bank) شرکت خدمات مالی و بانکداری گرجستانی است، که در سال ۲۰۱۳ تأسیس شد.